# Храм Успения Пресвятой Богородицы (Нелазское)
Церковь Успения Пресвятой Богородицы (Успенская церковь) — православный храм Череповецкой епархии. Находится в селе Нелазское Череповецкого района Вологодской области. Памятник русского деревянного зодчества, объект культурного наследия России федерального значения.

## Описание

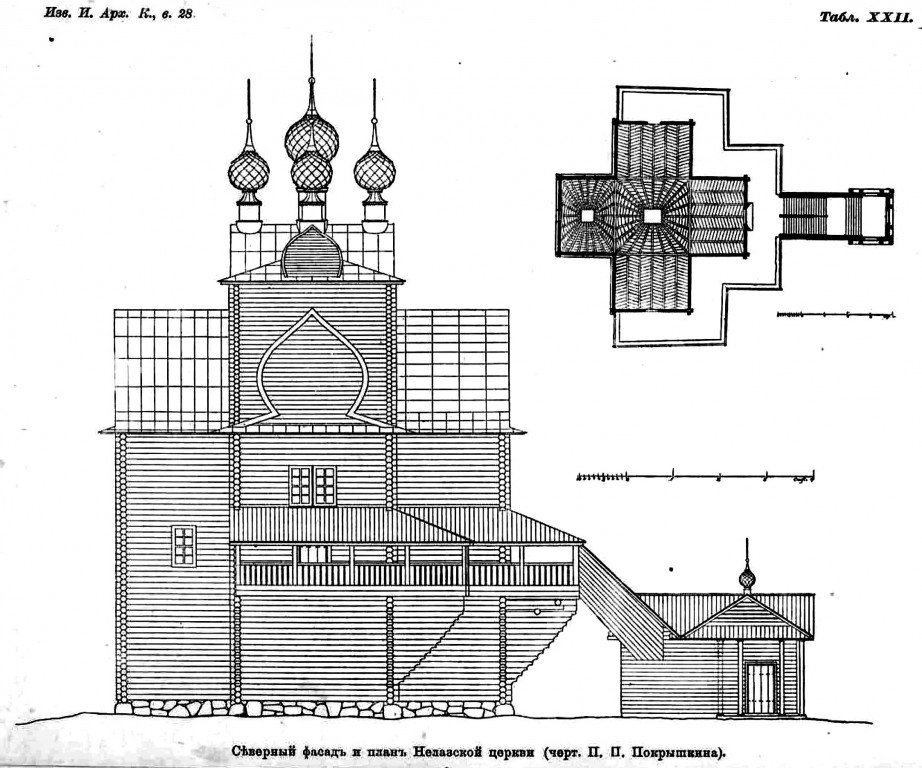
Северный фасад и план Успенской церкви, чертёж 1908 года

Церковь Успения Пресвятой Богородицы расположена в центре села, на возвышенности, и, несмотря на окружающую её современную сельскую застройку, хорошо просматривается со всех сторон, в том числе со стороны протекающей к югу от села реки Нелазы.
Четверик главного объёма церкви с четырьмя прирубами (апсидами) образует в плане равноконечный крест. Каждый из прирубов завершается бочкой с полицами, примыкающими к срубу четверика. Центральный объём завершается крещатой бочкой, которая увенчана пятью луковичными главками на тонких барабанах. С севера, запада и юга храм окружен крытой галереей на далеко вынесенных консолях. Поскольку здание поднято на подклет, в галерею можно попасть лишь по лестнице через крытое крылечко, устроенное на «отлете» у западного фасада. Из галереи в помещение церкви ведёт портал с килевидным подвышением, сделанный по образцу перспективных порталов в каменных храмах и состоящий из нескольких объёмов. Боковые грани входа трижды перехвачены спаренными резными «верёвочками». Таким же резным декором с накладными розетками портал украшен вверху и по внутренней кромке у дверных косяков. Кроме того, Успенская церковь имеет редко встречающийся 24-гранный потолок прямоугольной формы в основном и алтарном помещениях.
Церковь можно поставить в типологический ряд храмов с крещатым завершением, распространившийся с середины XVII века. Искусствовед А. А. Рыбаков отмечает, что архитектура Успенской церкви в Нелазском близка к верхневолжской архитектурной традиции, — например, к церкви Собора Пресвятой Богородицы из села Холм (экспонируется в музее-заповеднике «Костромская слобода») или Никольской церкви в селе Берёзовец (утрачена в 1956 году). В то же время имеются и отличия, такие как нехарактерное для костромских храмов развитие прирубов. В Череповецком районе также существуют схожие по архитектуре храмы — это, например, Никольская церковь в деревне Дмитриево.

### Храм Архангела Михаила
В 1735 году рядом с Успенской церковью был построен каменный храм во имя Архангела Михаила. Он представлял собой двусветный четверик, перекрытый сомкнутым сводом, с примыкающей небольшой трапезной и пятигранным в плане алтарём. Этот храм был полностью перестроен в 1893 году: четверик XVIII века был превращён в трапезную, а на месте алтарной апсиды возведён новый храм в «русском стиле». Его освящение состоялось в 1897 году. Иконы для новой каменной церкви были написаны иконописцем Петром Осиповым Трубниковым из посада Большие Соли Костромской губернии. В храмовый ансамбль также входила часовня при Успенской церкви, кельи и колокольня. В XX веке колокольня была разрушена, а в 1968 году на её месте был построен универмаг.

## История
Успенская церковь в Нелазском построена в 1694 году и до середины XIX века сохраняла первоначальный облик: купола и крыша были покрыты лемехом, крыльцо было двухвсходным, а галерея — открытой. Внешние углы рублены «в обло» с остатком, внутренние — «в лапу».
Начиная с 1850-х годов, церковь начали ремонтировать в связи с её обветшанием. В 1853 году здание было обшито тёсом, а стены выкрашены белой краской как дань моде уподоблять деревянные постройки каменным. В 1855—1856 годах под церковь был подведён фундамент из булыжного камня, были заменены ветхие балки и брёвна. Также был вырублен и зашит тёсом новый рундук крыльца, бочки и крыша покрыты листовым железом и выкрашены медянкой; под углы галереи подведены столбы, поставленные на камни. Для предотвращения провисания галереи и прогиба стен были установлены раскосы от вертикальных брёвен под углами галереи. Нижние брёвна выкрашены масляной краской в тон старого дерева для предотвращения гниения. Крыльцо также было поставлено на каменный фундамент и получило новую лестницу.
С 1859 года было начато устройство нового иконостаса (взамен старого трёхъярусного резного золочёного), для которого было написано 37 новых икон; он также был резным, окрашенным кармином и венецианским лаком, с царскими вратами, вызолоченными на полименте. Внутреннее убранство включало в себя и так называемое «съёмное небо» — украшение верхней части четверика, встречающееся в XIX веке во многих северных деревянных церквях. Средник неба церкви в Нелазском занимала композиция «Спас Вседержитель».
Галерея была открытой вплоть до начала XX века, однако в 1908 году её также отремонтировали, в том числе застеклили и обшили тёсом.

## Современное состояние
После революции обе церкви были закрыты. В Успенском храме был устроен склад. В каменном здании церкви Архангела Михаила размещались склад и клуб, во время войны в нём жили военнопленные, а в послевоенное время церковь снова стали использовать как клуб. В постсоветский период здание оказалось заброшенным и пребывает в запустении.
В 1960 году постановлением Совета Министров РСФСР № 1327 от 30 августа Успенская церковь была принята на государственную охрану как памятник градостроительства и архитектуры всесоюзного значения. Сохранившиеся иконы Успенской церкви и её макет в первоначальном виде экспонируются в Череповецком художественном музее
В 1994 году, к 300-летию храма, были проведены реставрационные работы и косметический ремонт. С 2008 года церковь передана на баланс Дирекции по охране и использованию культурного наследия Вологодской области, в том же году на церкви были проведены аварийные работы по установке кровли.
В 2010 году старая железная обшивка кровли была заменена на металлопласт. Также заменили некоторые внутренние прогнившие деревянные элементы. В 2010-х годах церковь поддерживалась в порядке усилиями местных прихожан, музейных работников, студентов и волонтёров. В 2019 году Министерство культуры предложило включить Успенскую церковь в перечень наиболее ценных памятников деревянного зодчества России. Тогда же была подготовлена научно-проектная документация на проведение реставрационных работ. В январе 2022 года Министерство культуры завершило конкурс по выбору подрядчика, который займётся реставрацией. Планируется, что она продлится три года, её общая стоимость — более 67 млн рублей. Проект не предусматривает восстановление первоначального облика храма. Планируется выполнить комплексную реставрацию с сохранением наслоений и элементов разных строительных периодов (в основном XIX — начала XX века). При проведении реставрации будет усилен фундамент храма с устройством гидроизоляции и отмостки, заменены сгнившие участки сруба и конструкций, а также кровля, восстановлено медное покрытие крестов и главок, проведены прочие работы. Планируется также восстановить белый цвет храма середины XIX века, а в дальнейшем — отреставрировать монументальную живопись, которая сохранилась на западной стене.

### Комментарии
1. ↑  Полица — нижняя пологая часть крутой двускатной или шатровой крыши в русской деревянной архитектуре, отводит дождевые воды на большее расстояние от стен (БСЭ).